# Gerhardus Kruys

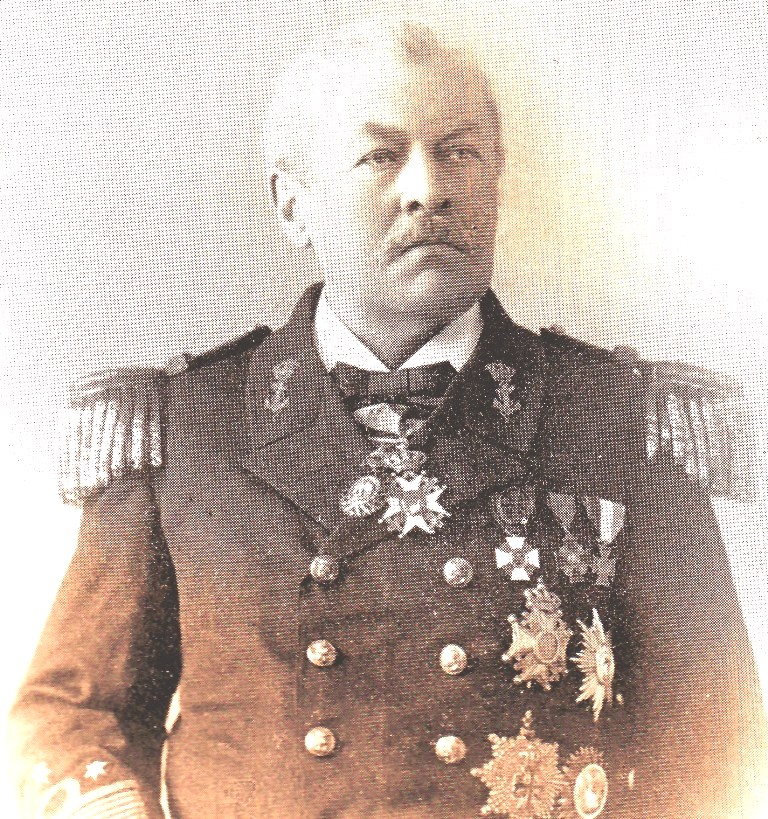
Vizeadmiral Gerhardus Kruys (1900)

Gerhardus Kruys (* 21. August 1838 in Vriezenveen, Provinz Overijssel; † 12. Dezember 1902 in Den Haag) war ein niederländischer Vizeadmiral und parteiloser Politiker, der unter anderem 1891 Marineminister im Kabinett Mackay sowie zwischen 1901 und 1902 erneut Marineminister im Kabinett Kuyper war.

## Leben
Gerhardus Kruys, dessen Vater Bürgermeister von Vriezenveen war, begann 1853 eine Ausbildung zum Seeoffizier und fand danach zahlreiche Verwendungen als Offizier und Stabsoffizier der Königlichen Marine (Koninklijke Marine) wie zum Beispiel bei den Seestreitkräften in Niederländisch-Indien, wo er am 1. Mai 1883 zum Kapitän zur See (Kapitein-ter-zee) befördert wurde. Am 1. Mai 1884 wurde er Vizedirektor der Marinewerft Amsterdam. Am 31. März 1891 wurde er als Nachfolger von Konteradmiral Hendrik Dyserinck zum Marineminister (Minister van Marine) in das Kabinett Mackay berufen, dem er bis zum 21. August 1891 angehörte. In dieser Funktion wurde er am 25. Mai 1891 ebenfalls zum Konteradmiral (Schout-bij-nacht) befördert und war zudem seit dem 18. April 1891 Mitglied der Staatlichen Kommission für die Land- und Seestreitkräfte.
Nach seinem Ausscheiden aus der Regierung war Konteradmiral Kruys vom 21. August 1891 bis zum 1. März 1894 Chef des Marinestabes. Zugleich wurde er im März 1893 Mitglied der Beratungskommission für die Stärke des Marinestützpunktes Amsterdam. Im Anschluss war er zwischen dem 1. März 1894 und dem 1. Dezember 1898 Kommandant der Seestreitkräfte in Niederländisch-Indien und erhielt als solcher am 1. August 1894 auch seine Beförderung zum Vizeadmiral (Vice-admiraal). Am 1. Dezember 1898 wurde er in den Ruhestand verabschiedet. Er wurde am 1. August 1901 als Marineminister in das Kabinett Kuyper berufen und bekleidete dieses Ministeramt bis zu seinem Tode am 12. Dezember 1902.
Er wurde für seine Verdienste Kommandeur des Orden vom Niederländischen Löwen und erhielt ferner das Offizierskreuz des Orden der Eichenkrone, das Ritterkreuz Dritter Klasse des Russischen Orden der Heiligen Anna, das Ritterkreuz Erster Klasse des Roten Adlerorden, die Großoffizierwürde des Weißen Elefantenorden sowie den Ritterorden von Avis.